# Graphelysia strigillata
Graphelysia strigillata là một loài bướm đêm thuộc phân họ Arctiinae, họ Erebidae.